# 304-та військова школа молодших фахівців
304 військова школа молодших фахівців в/ч 54196-М (м. Лебедин, Сумська обл.) — військова школа в складі 43-ї гвардійської ракетної дивізії (СРСР).

## Історія
304 військова школа молодших фахівців розташовувалася в південній частині міста Лебедина. Керівництво та особовий склад військової школи носили форму льотного персоналу СРСР для маскування військових Ракетних Військ Стратегічного Призначення (РВСП). Особовий склад військової школи обов'язково носили нагрудні знаки «Гвардія». Створена в 1961, а розформована в 1991 роках.
В структурі військової школи існувало 2 навчальні батареї, у кожній з яких було по 4 навчальних взвода. В цих підрозділах готували стартовиків, «азотчиків», електриків та заправщиків. Практичні заняття проводилися на навчальному полігоні з наземною стратегічною ракетою типу «8К63У».

## Цікаві факти
- На східній стороні від військової школи розташована колишня Авіабаза Лебедин[3] біля села Чернецьке.
- На південно-західній стороні від військової школи розташоване Лебединське (озеро)[3], на яке за рідким виключенням водили строєм курсантів.
- Курсанти військової школи перед випуском проходили практику в ракетних дивізіонах, які розташовувулися в дримучих лісах навкруги міста Лебедина від заходу до півночі[3].
- Неподалік від військової школи розміщувався Лебединський військовий шпиталь в/ч 93775 (м. Лебедин)[1][4].

## Галерея

Курсанти сержантської школи на Лебединському озері, 1968 рік